# 八思巴
八思巴（ 藏語：འགྲོ་མགོན་ཆོས་རྒྱལ་འཕགས་པ，威利转写：'gro-mgon-chos-rgyal-'phags-pa，THL：Drogön Chögyal Phagpa，藏语拼音：Zhogön Qögyä Pagba，意为圣者；1235年—1280年12月15日），西藏佛教萨迦派第五代法王，也被認為是達賴喇嘛的前世之一。本名羅卓堅贊（blo-gros-rgyal-mtshan），或譯洛珠坚赞，意为“聖者慧幢”，乌思藏萨斯迦人（今西藏萨迦县）。

## 生平簡介
藏曆第四繞迥之木羊年（1235年，宋端平二年）三月初六誕生，父桑查索南堅贊，母更噶吉。自幼聰慧，3歲時能口誦蓮花修法，4歲隨薩迦班智達赴阿里的吉莊帕巴瓦底寺，7歲時，能“誦經數十萬言，能約通其大義，國人號之聖童。”
1253年（鐵豬年）夏，由闊端之子蒙哥都帶領至六盤山潛邸見忽必烈，被視為施主與福田。此年八思巴接受薩班臨終前所傳衣缽及法螺等物，遂成為薩迦派的新教主，史称藏传佛教萨迦派五祖。後跟隨忽必烈左右。木虎年（1254年）受賜“優禮僧人詔書”。1255年，在忽必烈面前與西京道教辯論，他以淵博的學識，無礙的辯才，使以道教首领為首的道士理屈詞窮，俯首認輸。忽必烈遂焚道教經卷，歸還道家占據的佛剎。中統元年（1260年）他被忽必烈封為国师，受玉印，任中原法王，統領全國佛教。中統四年（1263年），歸返西藏，行前被封為藏區政教之主，受賜珠寶冊印，中統五年（1264年）建立总制院，兼任总制院使。
1269年，八思巴将自己根據吐蕃文字而設計的一套蒙古新文字献给元世祖忽必烈，共有41个字母，1000多个字，同年忽必烈下诏以这套文字統一蒙古語文字。後世史學家稱這套文字為八思巴字，或稱方體字。
1270年，八思巴再次為忽必烈灌頂，元世祖為報答他的灌頂之恩和造字之功，將烏思藏地區十三萬戶被指定為八思巴的供養地。還晉封他為帝師、大寶法王。“百年之间，朝廷所敬礼而尊信之者，无所不用其極。虽帝后賓妃，皆因受戒而为之膜拜。正衙朝会，百官班列，而帝师亦或专席于坐隅。”
1274年回到萨迦，塑造七尊金身，寫成200多函《甘珠爾》經。至元十七年十一月二十二日（1280年12月15日），八思巴在萨迦南寺圓寂，時年四十六歲。忽必烈建大窣堵波於京師，赐号“皇天之下一人之上宣文辅治大圣至德普觉真智佑国如意大宝法王西天佛子大元帝师”。仁宗延祐五年（1318年）於大興教寺建帝師八思巴殿。英宗至治三年（1323年）於上都建八思巴帝師寺。今西藏日喀則德欽頗章宮保存八思巴朝見忽必烈的壁畫。

## 翻譯著述
八思巴曾參與梵經的翻譯，并不斷努力著述，其重要著作有《彰所知論》、《續部目錄》、《帝王教授集·明飭》、《菩提道藏》、《薩迦五祖文集目錄·幻鑰》等。

## 譯音變化
“八思巴”是元朝時的譯名。不過，由於漢語和藏語的發音在這八百年間發生較大的變化，現在這個名字的藏語發音，已從近古藏語的 "Phags-pa" 變成了現代藏語的 "Phag-pa" 。如按照現代標準藏語音譯，應為「帕巴」。

## 人物评价
八思巴是藏传佛教萨迦派（花教）始祖之一，對佛學影響至為深遠。
八思巴为元朝创造了八思巴字，成為元朝拼寫蒙古語的官方文字。

## 流行文化
香港玄幻武侠小说家黄易创作的作品《破碎虚空》中，重要角色国师八师巴即是以八思巴为原型。
香港漫畫家何志文創作的作品《絕世無雙》中，以八思巴為大反派，又稱萬世教主。

## 延伸阅读
[在维基数据编辑]
 《元史·卷202》，出自宋濂《元史》
 《新元史/卷243》，出自柯劭忞《新元史》
 在维基共享资源阅览影像